# Präraffaeliten
Die Präraffaeliten waren eine in der Mitte des 19. Jahrhunderts in England zusammengekommene Gruppe von Künstlern. Diese prägten den nach ihnen benannten Präraffaelismus, einen Stil, der stark von den Malern des italienischen Trecento und Quattrocento und von den deutschen Nazarenern beeinflusst war – aber auch von Künstlern der italienischen Renaissance wie Botticelli und insbesondere Raffael, obwohl die Präraffaeliten jene bereits ablehnten.

## Die präraffaelitische Bruderschaft

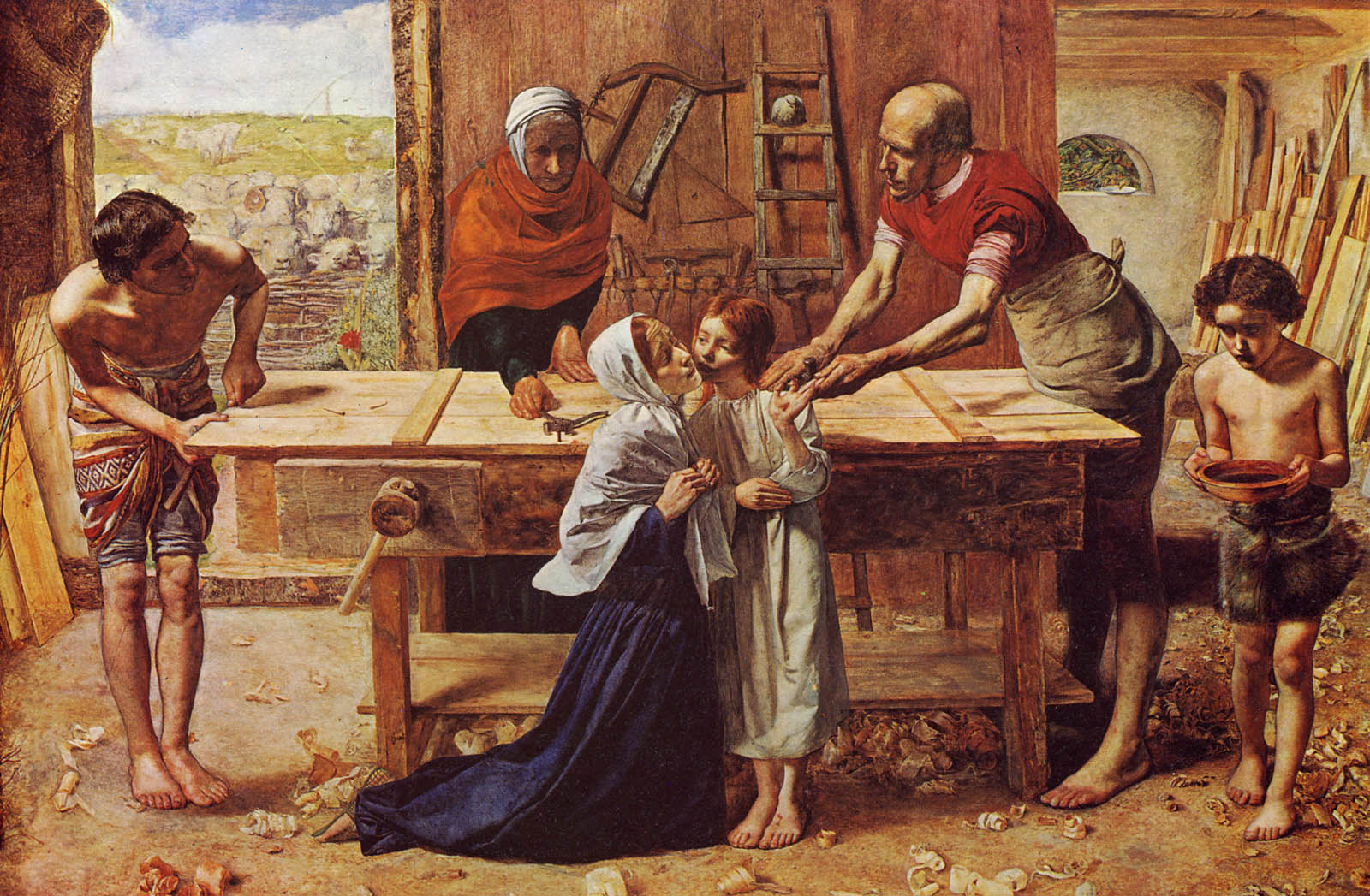
Christus im Hause seiner Eltern von J. E. Millais, 1849/50

1844 lernte der damals gerade fünfzehnjährige John Everett Millais an der Royal Academy in London seinen Mitstudenten William Holman Hunt kennen, mit dem ihn alsbald eine enge Freundschaft verband. Gemeinsam mit Dante Gabriel Rossetti, dessen Bruder William Rossetti, Frederic George Stephens, Thomas Woolner und James Collinson gründeten Millais und Hunt 1848 im Wohnhaus von Millais’ Eltern, 83 Gower Street, die präraffaelitische Bruderschaft (The Pre-Raphaelite Brotherhood, PRB).
Ihre Ziele legten sie in einem Manifest nieder:
- To have genuine ideas to express;
- To study Nature attentively, so as to know how to express them;
- To sympathise with what is direct and serious and heartfelt in previous art, to the exclusion of what is conventional and self-parodying and learned by rote;
- And, most indispensable of all, to produce thoroughly good pictures and statues.[1]

Das Haupt der Gruppe war Dante Gabriel Rossetti, der auch als Dichter hervortrat. Er bewunderte William Blake und trug entscheidend zu dessen Wiederentdeckung bei. Er war 1848 kurze Zeit Schüler von Ford Madox Brown, der in Rom mit Overbeck und Cornelius bekannt war. Er erzählte Rossetti vom damals bereits zerfallenen deutschen Lukasbund und spornte ihn zu einer ähnlichen Bruderschaft an.
Ihr Ziel war es, in der Malerei vor allem die Natur wiederzuentdecken und aus ihr zu schöpfen, was sie insbesondere mit detailgetreuen Darstellungen der Natur im Gemälde zu erreichen suchten. Sie lehnten die akademische Malerei ab, die nach einem Worte Hunts nur „Wachsfiguren“, nicht aber „lebende Wesen“ schuf. Ab 1849 wurde die Zeitschrift The Germ zur Verbreitung der präraffaelitischen Ideen herausgegeben. Sie erreichte indes nur vier Nummern. Ein jüngerer, bedeutender Vertreter der Richtung wurde Edward Burne-Jones. Zu diesem Kreis gehörte auch der heute völlig vergessene Simeon Solomon, der in seiner Zeit als Genie gefeiert wurde und von dem Burne-Jones sagte: „Solomon war von uns allen der größte Künstler.“
Als Erkennungszeichen sollten alle Gemälde mit „PRB“ signiert werden, ohne dass man jedoch die Bedeutung dieser Abkürzung der Öffentlichkeit preisgeben wollte, was jedoch nur kurze Zeit gelang. Waren die Werke der Präraffaeliten anfangs noch wegen ihrer zum Teil scharfen Realität (etwa in der Darstellung der Werkstatt in Millais’ Gemälde Jesus in seinem Elternhause) von der Öffentlichkeit (und insbesondere der Akademie) verfemt, so wendete sich das Blatt zugunsten der Künstlerbewegung, als John Ruskin, ein bedeutender Kunsthistoriker und -kritiker der Zeit, 1851 mit mehreren Briefen in der Times für die Präraffaeliten und insbesondere Millais Partei ergriff und das Darstellen der Natur ohne Kaschieren und Selektieren, wie es die Präraffaeliten pflegten, hochpries. Der damit eintretende Wandel in der öffentlichen Kenntnisnahme der präraffaelitischen Malerei bescherte ihren Vertretern, und dabei insbesondere Millais, nun Anerkennung und vor allem erhöhten Absatz ihrer Werke, was nicht zuletzt auch durch eine „gefälligere“ Malweise forciert wurde (so insbesondere Millais’ Hugenotte, 1851/52). Die Zusammenkünfte der Bruderschaft wurden mit diesem (teilweisen) Erfolg ihrer Ideen seltener. Mit der Wahl Millais’ zum Associate der Royal Academy 1853 brach die Bruderschaft dann endgültig auseinander, was einige ihrer Mitglieder wie Rossetti und auch Hunt, dem an der Freundschaft mit Millais viel gelegen war, nur schwer überwanden. Eine neue Plattform für die weitere Arbeit fanden einige der Mitglieder ab April 1858 im Hogarth Club.

Ecce Ancilla Domini
von D. G. Rossetti, 1849/50

## Der Name
Präraffaelitisch, also vorraffaelitisch, bezieht sich auf die anfängliche Ablehnung des als klassisch empfundenen Werks Raffaels. Als vorbildlich wurde vielmehr die Kunst des späten Mittelalters herausgestellt und mit der Forderung nach naturalistischer Darstellung der Natur verbunden, wobei letztere sich wiederum auf eine Auseinandersetzung mit der jungen Fotografie bezog. Fasziniert waren die Präraffaeliten von der Klarheit und Strenge der spätmittelalterlichen italienischen Kunst des Trecento und Quattrocento, die sie der als barock empfundenen akademischen Kunst der Zeit vorzogen.
So war es wohl eine glückliche Fügung, dass in den 1840ern einige wichtige Werke der altniederländischen und italienischen Malerei vor Raffael Eingang in die National Gallery fanden: 1842 die Arnolfini-Hochzeit von Jan van Eyck (1434) und 1848 der San-Benedetto-Altar von Lorenzo Monaco (1407–1409). Vor allem in der Werkstatt-Praxis der Frührenaissance-Maler fanden die Präraffaeliten – wie auch vor ihnen bereits die Nazarener – ihr Vorbild. „Der historische Bezug sollte dabei nicht in ein l’art pour l’art münden, sondern die Gesellschaft verändern helfen.“

## Maltechnik und Zeichenstil
Begeistert von der spätmittelalterlichen italienischen Freskomalerei, wandte zuerst Hunt eine dem Fresko ähnliche Technik auf der Leinwand an. Ein Freskomaler muss in den feuchten Putz malen und kann nur abschnittsweise arbeiten. Er muss die Bildabschnitte jeweils an einem Tag vollenden und kann danach keine Korrekturen mehr vornehmen. Genauso malte auch Hunt abschnittsweise: Er vollendete einzelne Abschnitte und korrigierte danach nichts mehr. Dies wurde alsbald von den anderen Präraffaeliten übernommen. Zudem näherte man sich dem Fresko dadurch an, dass man auf einem noch feuchten weißen Malgrund arbeitete, was den Farben eine ungewöhnliche Brillanz verlieh. Schon lange vor den Impressionisten malten die Präraffaeliten in umfangreichem Maße an der frischen Luft: Die genauen Naturdarstellungen selbst in den Hintergründen erfolgten vielfach unter zum Teil widrigen Bedingungen unter freiem Himmel. Wie weit die Präraffaeliten ihren Realismus trieben, zeigt ein Vorkommnis anlässlich der Entstehung von Millais’ Ophelia: Das Modell, Elizabeth Siddal, das stundenlang in einem leichten Kleid in der Badewanne modell liegen musste, erkrankte lebensgefährlich an einer Lungenentzündung.
Sowohl das Malen nach Abschnitten als auch die in allen Bildteilen brutale und äußerst detaillierte Realität der Naturdarstellung lassen die Bilder oft „auseinanderfallen“; es entsteht ein für die normale Bilderfahrung kaum noch fassbares Mosaik aus je in sich abgeschlossenen Bildteilen. Die dadurch bedingte flächig-teppichartige Wirkung der Bilder nimmt die Gestaltungsprinzipien der späteren Jugendstilmalerei vorweg.
Ihr Zeichenstil hebt die Präraffaeliten am stärksten von der akademischen Praxis ab: Keine runde „klassische“ Zeichnung, sondern in starren „gotischen“ Formen gehaltene Grafik wurde von den Präraffaeliten vorgezogen.

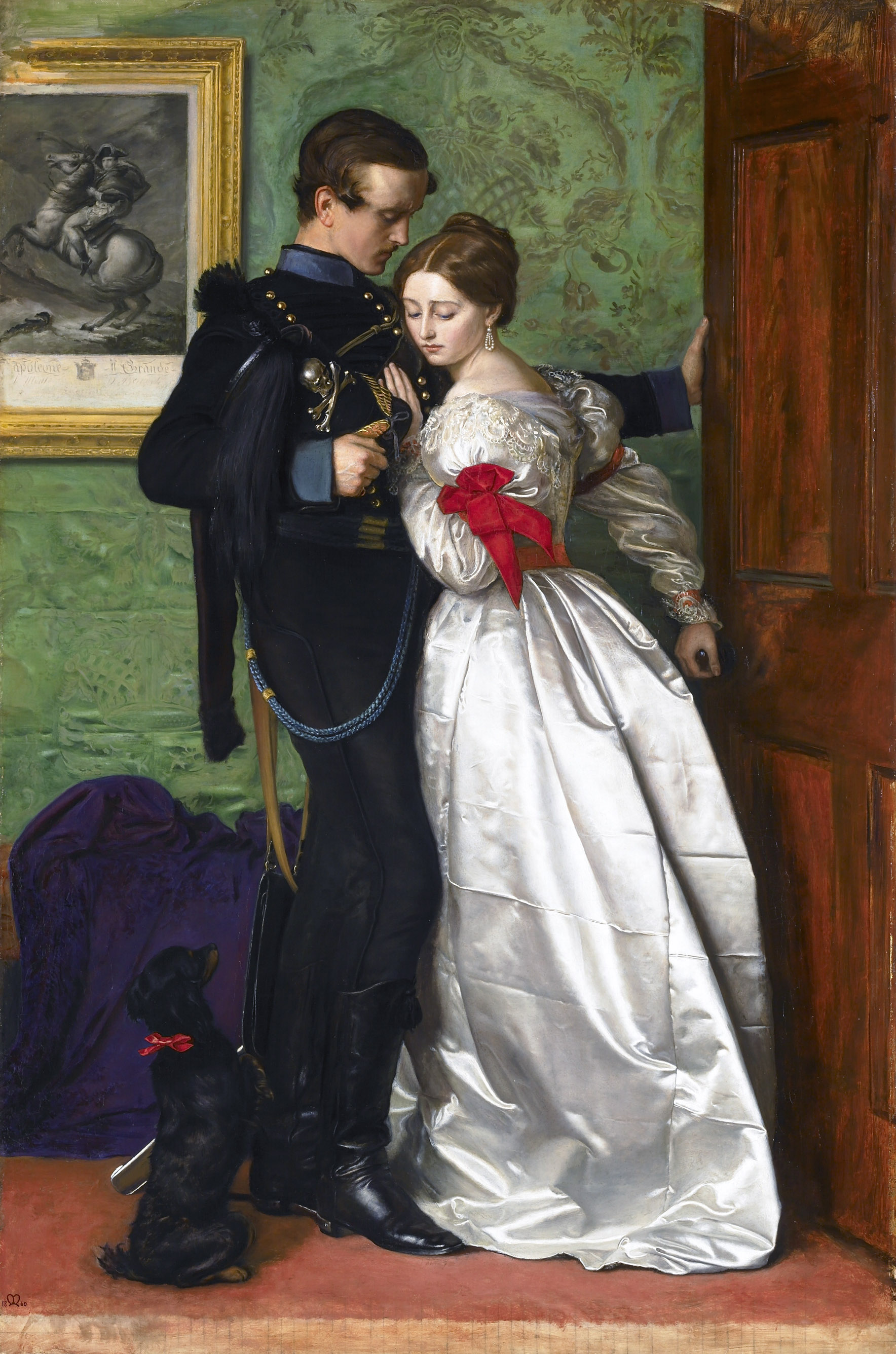
The Black Brunswicker
von J. E. Millais, 1860

Die präraffaelitische Kunst ist bekannt für ihre leuchtenden und lebendigen Farben. Die Künstler erreichten dies, indem sie die Leinwand weiß grundierten und darauf in dünnen Schichten die Ölfarbe auftrugen. Ihre Arbeiten waren akribisch und ihre Themen aus Mythen und Legenden, Shakespeare und Keats inspiriert. Ihre Frauen waren wunderschön und trugen lange Haare, was heute mit „viktorianischer Schönheit“ gleichgesetzt wird.

## Vertreter
- James Collinson (1825–1881), Maler
- William Holman Hunt (1827–1910), Maler
- John Everett Millais (1829–1896), Maler
- Dante Gabriel Rossetti (1828–1882), Maler und Dichter
- William Michael Rossetti (1829–1919), Kritiker
- Frederic George Stephens, Kritiker
- Thomas Woolner, Bildhauer und Dichter

Es gibt einige Künstler, die nicht zu den Präraffaeliten gehörten, aber ihnen oft zugerechnet werden, weil sie eng mit ihnen befreundet und dadurch beeinflusst waren, besonders mit Rossetti. Hierzu gehören:
- William Morris
- Sir Edward Coley Burne-Jones (1833–1898), Maler
- Sir John William Waterhouse (1849–1917), Maler
- Evelyn De Morgan (1855–1919), Malerin
- Arthur Hughes (1832–1915), Illustrator und Maler
- Ford Madox Brown (1821–1893), Maler
- John Collier (1850–1934), Schriftsteller und Maler
- Charles Allston Collins (1828–1873), Maler und Schriftsteller
- Marianne Stokes (1855–1927), österreichisch-britische Malerin
- Sophie Gengembre Anderson (1823–1903), französisch-britische Malerin
- Frederic Lord Leighton (1830–1896), Maler, Illustrator und Bildhauer
- James McNeill Whistler (1834–1903), US-amerikanischer Maler

Auch die Dichterin Christina Rossetti (1830–1894) sowie der Künstler und Sozialkritiker John Ruskin (1819–1900), der Dichter und Maler William Bell Scott (1811–1890) und der Bildhauer John Lucas Tupper zählen dazu.

## Bedeutung
Die Präraffaeliten entstanden aus der Ablehnung der sterilen Akademiemalerei ihrer Zeit. Anders als die Nazarener hatten sie nicht nur einen religiösen Impetus, sondern setzten sich in ihrer Themenwahl zunächst auch mit den sozialen Aspekten ihrer Zeit auseinander. Die Präraffaeliten stehen in engem Zusammenhang mit der späteren Arts-and-Crafts-Bewegung um William Morris, ebenso zum Ästhetizismus, zum Symbolismus und zum Jugendstil. Sie waren letztlich ein Ausfluss romantischen Strebens zur Natur, die zum Teil stark mystifiziert wird, zum anderen ist eine Hinwendung zum Mittelalter zu verzeichnen, die auch auf dem Kontinent die kulturelle Debatte der Zeit bestimmte.

## Rezeption
Obschon die Bruderschaft nur fünf Jahre bestand, bestimmte der präraffaelitische Stil die Malerei des viktorianischen England entscheidend und wurde in der englischen Malerei bis zum Beginn des Ersten Weltkrieges gepflegt. In Deutschland hatte Theodor Fontane als Korrespondent über diese Künstler im Jahr 1857 in seinem „Zehnten Brief aus Manchester“ berichtet. Er schrieb seinerzeit: „Hier haben wir Keime für die Zukunft und, nach bestandenem Läuterungsprozess, vielleicht einen neuen Silberblick der Kunst.“ Mit der nach dem Weltkrieg erfolgenden kompletten künstlerischen Neuausrichtung in der „zivilisierten“ Welt gerieten die Präraffaeliten jedoch zusehends in Vergessenheit.
Erst in den 1960er Jahren setzte in Großbritannien mit groß angelegten Einzelausstellungen der bedeutendsten Präraffaeliten ein Umschwung in der Rezeption ein, der die Präraffaeliten als festen Bestandteil der Kunst des 19. Jahrhunderts ins Kunstbewusstsein zurückholte. Im Folgenden wuchs auch in den USA und Westeuropa das Interesse an ihnen ständig (große Ausstellung in der Londoner Tate Gallery 1984). Auch in Deutschland fanden in den letzten Jahren wiederholt Ausstellungen präraffaelitischer Kunst statt, so 2004 bei den Staatlichen Museen zu Berlin. Breiter Beliebtheit erfreuen sich auch Kunstdrucke und Posterreproduktionen präraffaelitischer Werke, was mit der zunehmenden Tendenz der heutigen Zeit zur Flucht in – gerade in präraffaelitischen Werken besonders stark ausgerollte – Traumwelten und Mystik zu erklären sein dürfte. 2012 fand in der Tate Britain die Ausstellung Pre-Raphaelites: Victorian Avant-Garde statt.

## Varia
Es gibt viele Anekdoten darüber, wie sehr die Präraffaeliten der Natur treu bleiben wollten und welche Strapazen sie dafür auf sich nahmen.
Hunt reiste wegen seines Bildes Der Sündenbock an die Ufer des Toten Meeres, um Landschaft genau festhalten zu können.
Millais quartierte sich für den Christus im Haus seiner Eltern in einer Schreinerwerkstatt ein, um beobachten zu können, welche Muskeln bei einem Tischler besonders ausgeprägt sind.
Ford Madox Brown ließ seine Familie bei schlechtem Wetter im Freien Modell sitzen, um die richtige Stimmung für sein Gemälde The Last of England einzufangen.
Ging es um mittelalterliche Themen, schneiderten sie sich zuerst nach Originalvorlagen die Kleider zurecht und bauten Möbel im Stil der jeweiligen Epoche.